# Diecezja Châlons
Diecezja Châlons (łac. Diœcesis Catalaunensis) – diecezja Kościoła rzymskokatolickiego w północnej Francji, w metropolii Reims. Istnieje od IV wieku, z przerwą jedynie w latach 1801-22. Siedzibą biskupa jest Châlons-en-Champagne.

## Główne świątynie
- Katedra: Katedra św. Szczepana w Châlons-en-Champagne
- Bazylika mniejsza: Bazylika Matki Bożej w L’Épine